# Canon EF 17-40mm
Le EF 17-40mm f/4L USM est un zoom pour professionnel de monture EF, allant de très grand angle à grand angle. Il est fabriqué par Canon depuis 2003.

## Description
Cet objectif est en partie étanche grâce à des joints en caoutchouc, et son diaphragme à 7 lames est à peu près circulaire entre f/4 et f/8.
En 2010, le 17-40mm est un des grands angles Canon, avec les EF-S 10-22mm f/3,5-4,5 USM, EF 16-35mm f/2,8L USM et EF 20-35mm f/2,8L.
Sur un boitier à capteur APS-C, la focale apparente est équivalente à un 27-64 mm, qui ne couvre plus le très grand angle. Le Canon EF-S 10-22mm est prévu pour retrouver les très courtes focales sur les boitiers à petit capteur.

## Images

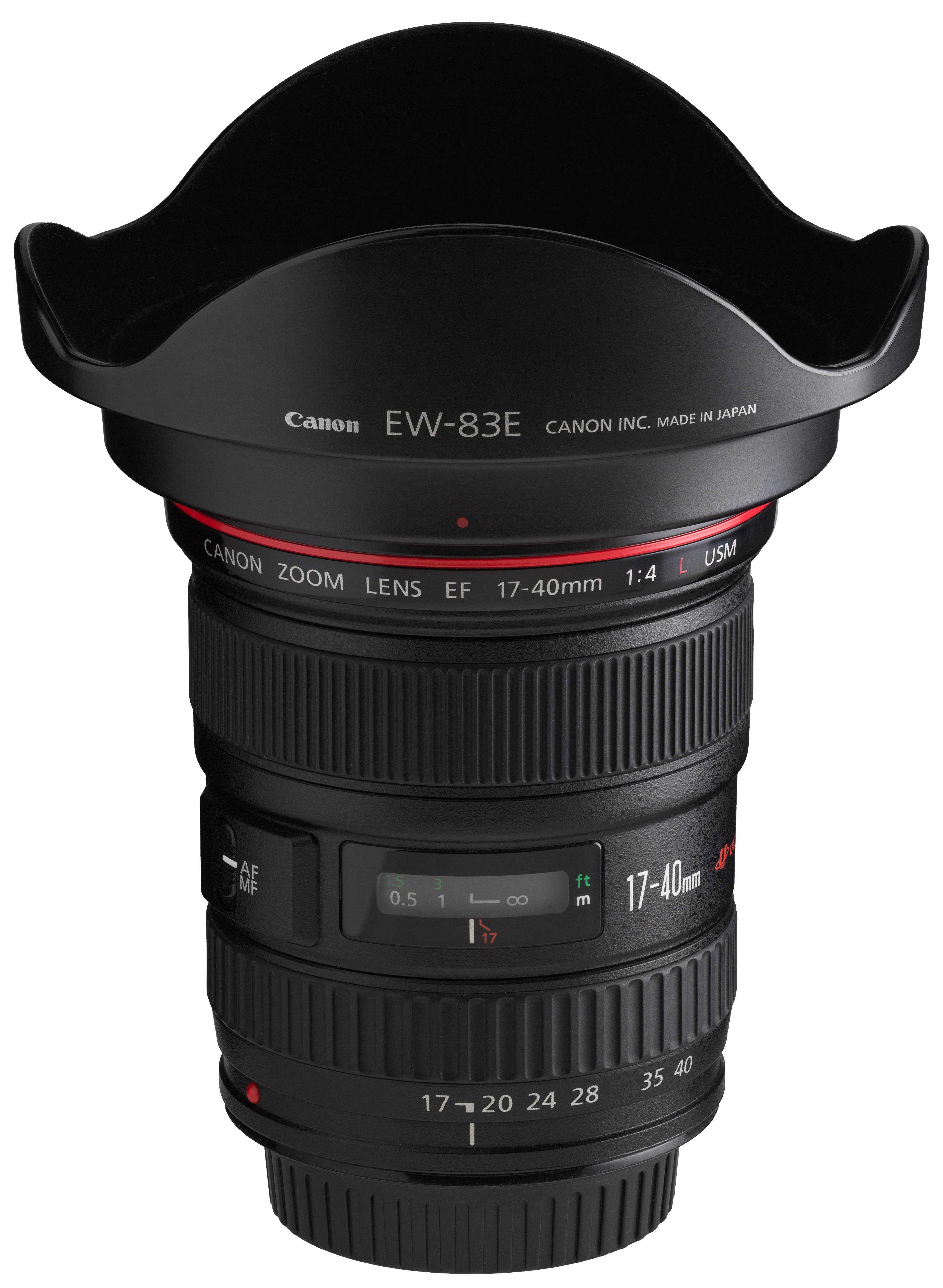
Le 17-40 avec son pare soleil.
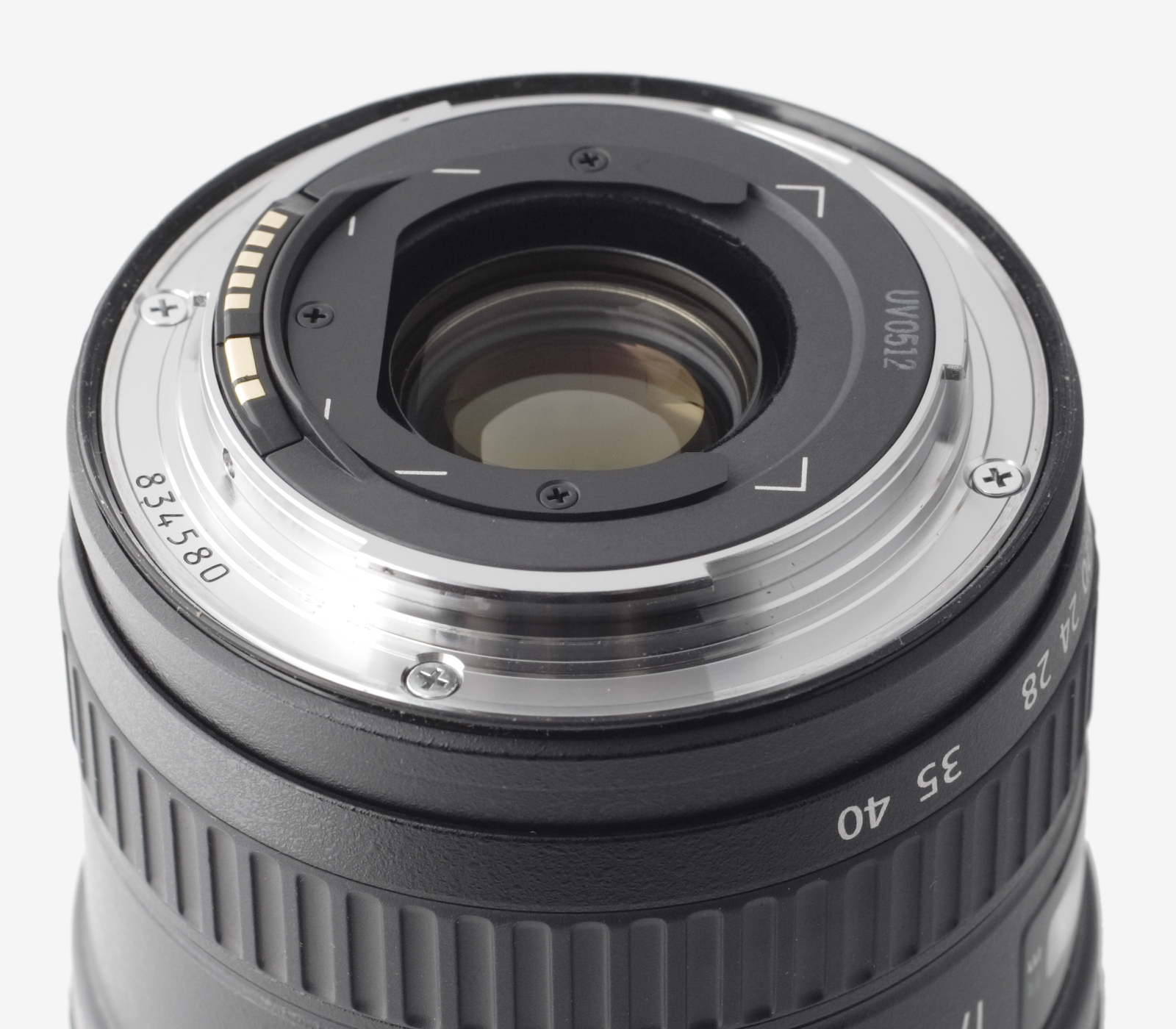
L'arrière de l'objectif, avec son porte gélatines.
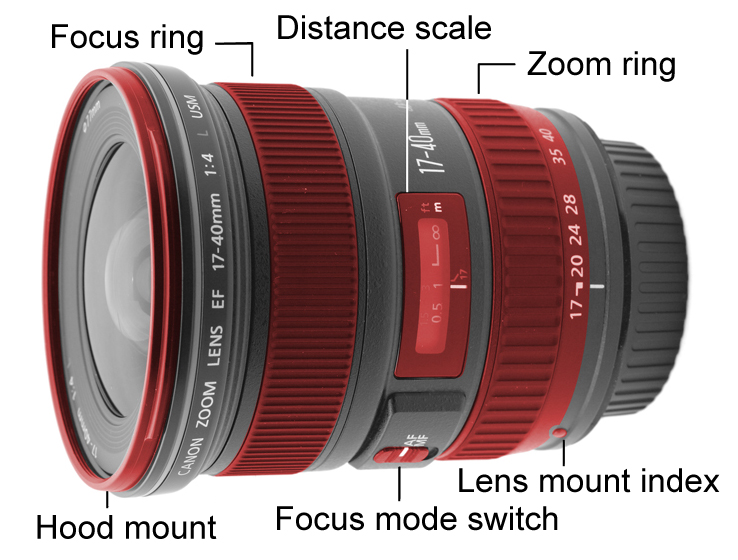
Schéma de l'objectif et de ses principaux contrôles et fonctionnalités.